# تيرينس س. كيرن
تيرينس س. كيرن (بالإنجليزية: Terence C. Kern)‏ هو محامي وقاضي أمريكي، ولد في 1944 في كلينتون في الولايات المتحدة.